# Kościół Imienia Jezus w Bonn
Kościół Imienia Jezus w Bonn (niem. Namen-Jesu-Kirche) - od 2011 roku główna świątynia Kościoła Starokatolickiego w Niemczech, znajdująca się w Bonn w Północnej Nadrenii-Westfalii. Wezwanie "imienia Jezus" świątynia otrzymała w 1721 roku z inicjatywy papieża Innocentego IX. 
Kościół został wzniesiony w 1594 roku jako świątynia Kolegium Jezuickiego. Po odejściu Jezuitów z miasta w 1774 roku budynek stał pusty. Przez prawie sto lat wykorzystywany był m.in. jako stajnie wojsk konnych i miejsce zakwaterowania żołnierzy. W 1877 roku w kościele urządzono parafię starokatolicką, użytkowała ona świątynię do 1934 roku. W 1935 roku świątynia stała się rzymskokatolickim kościołem rektorskim przy Uniwersytecie w Bonn. W 2007 roku rzymskokatolicka archidiecezja Kolonii zlikwidowała rektorat akademicki i przekazała świątynię Kościołowi Starokatolickiemu w Niemczech, przewiduje się, że w 2011 roku nastąpiła rekonsekracja kościoła i zawiązanie nowej katedry Kościoła Starokatolickiego w Niemczech. Wcześniej funkcję katedry pełnił położony w Bonn kościół św. Cypriana.   
Kościół został zbudowany na bazie planów Jakoba de Candrea w stylu tzw. gotyku jezuickiego, przemieszanego z elementami innych stylów. 
Posiada dwie wieże, z charakterystycznymi podwójnymi romańskimi oknami, w samej dolnej części kościoła napotkać można tylko gotyckie okna. Nad głównym wejście widoczne są łacińskie inskrypcje informujące o dacie konsekracji, ponadto monogram Chrystusa IHS. Kościół ma charakter kościoła halowego, z rozległą kryptą, w której spoczywają ciała ok. 65 jezuitów. Charakterystyczny wysoki ołtarz został zaprojektowany przez Bartłomieja Dierix w 1755 roku. Boczne ołtarze  pochodzą z rozebranego w 1897 roku miejscowego kościoła kapucynów.
Kościół należy do parafii pw. Św. Cypriana w Bonn (założona w 1873 roku). Do parafii należy również Kościół św. Cypriana w Bonn. Proboszczem parafii jest ks. Werner Luttermann. Bonn jest siedzibą biskupa Kościoła Starokatolickiego w Niemczech - Joachima Vobbego.